# Александро-Невский собор (Екатеринбург)
Алекса́ндро-Не́вский собо́р — православный храм в Екатеринбурге, собор Ново-Тихвинского монастыря.

## История
Первый храм была заложен 22 августа 1814 года в честь победы в Отечественной войне 1812 года. Его строительство затянулось, с отступлениями от проекта был построен небольшой двухпридельных двухэтажный храм, освящённый 26 июня 1832 года.
В 1836 году архитектор Уральского горного правления Михаил Малахов подал проект и смету на строительство нового собора на рассмотрение комиссии Совета путей сообщения и публичных зданий. Комиссия с участием архитекторов И. Шарлеманю, Д. Висконти I и Д. Висконти II внесла корректировки в проект Малахова. В результате был утверждён вариант, выполненный в архитектурных формах позднего классицизма.
Новый собор был заложен 26 июня 1838 года как каменный трёхпрестольный. С момента закладки указом Синода ему был присвоен соборный статус.
Главный храм, освящённый 21 сентября 1852 года, возводился во имя благоверного великого князя Александра Невского. Левый придел, во имя Николая Чудотворца, был освящён 8 июня 1853 года. Менее чем через год, 23 мая 1854 года был освящён правый придел в честь Воскресения Христова. На колокольне был установлен лишь один малый колокол для повестки. Собор был рассчитан на 6000 человек и стал крупнейшим в Екатеринбурге.
В 1909 году к 100-летнему юбилею монастыря пол в храме покрыли чугунными плитами, стены расписали изображениями классических сюжетов.
Новые однорядные иконостасы классического рисунка заменили прежние, скромные алтарные преграды.
В 1921 году, после закрытия Ново-Тихвинского монастыря, собор стал приходским. 17 марта 1930 года распоряжением облисполкома собор был окончательно закрыт. В том же году расположенное вокруг собора кладбище, действовавшее ещё с XVIII века, было снесено. В 1942 году собор был капитально перестроен для дальнейшего использования в качестве военного склада. Начиная с 1961 года, помещение собора использовалось как хранилище фондов краеведческого музея.
В 1991 году православная община потребовала возвращения собора Русской Церкви. Решение о передаче было принято 10 сентября 1991 после голодовки, которая продолжалась около месяца. В 1992 году собору был возвращён первый этаж, и приходской общиной были начаты богослужения. С 1994 года собор стал вновь монастырским. В том же году из Иоанно-Предтеченского кафедрального собора был торжественно перенесён местночтимый список Тихвинской иконы Пресвятой Богородицы.
В настоящее время собор полностью передан Екатеринбургской епархии, была проведена полноценная реконструкция здания. Собор освятил глава РПЦ патриарх Кирилл 19 мая 2013 года.

## Архитектура
Пятиглавый собор в плане имеет квадратную форму с выступами большой апсиды с востока и двух портиков с юга и севера. С запада к зданию пристроена колокольня. Внутри сооружение разделено четырьмя шестигранными столбами на пять частей и отличается хорошей акустикой.
Собор декорирован крупными шестиколонными портиками с гладкими фронтонами. Стена за портиками и углы основного объёма собора оформлены коринфскими пилястрами. Архитектурная композиция отличается чёткостью пропорций объёмов здания, колокольни и куполов.